# Hoplodrina amurensis
Hoplodrina amurensis là một loài bướm đêm trong họ Noctuidae.